# Drimiopsis seretii
Drimiopsis seretii är en sparrisväxtart som beskrevs av De Wild. Drimiopsis seretii ingår i släktet Drimiopsis och familjen sparrisväxter.
Artens utbredningsområde är Kongo-Kinshasa. Inga underarter finns listade i Catalogue of Life.